# Sjællands Tennis Union
Sjællands Tennis Union (SLTU) var en union af tennisklubber på Sjælland, Lolland, Falster og Bornholm.

## Stiftelse
Unionen blev stiftet mandag den 1. maj 1911 i Slagelse og fik navnet "Sjællands Lawn Tennis Union" (SLTU). Navnet blev i 1980'erne ændret til "Sjællands Tennis Union" med bevarelse af L'et i forkortelsen.
De fem stiftende tennisklubber var Slagelse Tennis Klub (stiftet 1889), Ringsted Tennisklub (stiftet 1904), Haslev Tennisklub (stiftet 1908), Kalundborg Tennisklub (stiftet 1909), Store Heddinge Tennisklub (stiftet 1909). Nogle måneder senere sluttede Faxe Tennisklub (stiftet 1899) sig til unionens medlemskreds.

## Første formænd
- Købmand M. Mammen, Ringsted (1911-1920)
- Fabrikant F. Scheibye, Køge (1920-1926)
- Sekretær, cand.jur. K. Lyhne, Roskilde (1926-1934)
- Lektor A. Sørensen, Roskilde (1934-1944)
- Tandlæge O. Sørensen, Hillerød (1944-1946)

## Volumen
Unionen repræsenterede pr. 31. december 2015 107 tennisklubber med omkring 27.000 tennisspillere som medlemmer. Det
svarede til 47 procent af Dansk Tennis Forbunds samlede medlemsskare på 56.842 medlemmer.
Unionen var sammen med Københavns Tennis Union, Fyns Tennis Union og Jyllands Tennis Union medlem af Dansk Tennis Forbund.

## Seneste formænd
- Willy Håkonsson (1995-2011)[2]
- Daniel Mølgaard Nielsen, Hillerød (2011-2013)[2]
- Henrik Thorsøe Pedersen (2013-2016)[6][7]
- Lars Gulmann, Humlebæk (2016-2019)[8]
- Martin Jørgensen, Ølstykke (2019)[9]

## Sammenlægning med Københavns Tennis Union
SLTU blev ved en stiftende generalforsamling den 23. april 2019 sammenlagt med Københavns Tennis Union (KTU, stiftet 1. november 1943) og blev til Tennis Øst.